# 뷰익 파크애비뉴
뷰익 파크애비뉴(Buick Park Avenue)는 뷰익이 제작한 대형 세단이다.

## 개요
차명은 1975년 엘렉트라 225 리미티드의 옵션 패키지에 처음 사용되었다. 1978년에 엘렉트라 트림이 되었고, 엘렉트라가 단종된 후 1991년 모델부터 자체 모델이 시작되었다.

## 2세대
이 2세대 모델은 1980년대 말의 뷰익 에센스 컨셉트카의 디자인을 적용하였으며, 미국에서 제조된 파크 애비뉴는 2005년 2세대까지 미국 및 유럽 등에 판매되었다. 2007년에는 상하이 GM에서 WM/WN 제품군의 홀덴 카프리스를 기반으로 중국 시장을 위해 잠시 반조립 판매하였다. 차명은 뉴욕시의 부유한 대로인 파크 애비뉴 (Park Avenue)에서 파생되었다. 대한민국에서는 1990년대 중반에 대우자동차에서 잠시 2세대 모델을 수입하였다.
현재 대한민국에서는 세월에 따른 노후화 및 규제 등으로 꽤 사라졌지만 아직까지도 동시대 크라이슬러 LH 플랫폼 적용 차량보다는 더 많이 보인다.